# Баур, Анри
Анри Баур (нем. Henry Baur; 14 ноября 1872, Гебвиллер, Эльзас, Франция — 15 мая 1932) — австрийский борец греко-римского стиля, призёр внеочередных Олимпийских игр.

## Биография
В 1903 году в тяжёлом весе завоевал звание чемпиона Средней Европы.
На Летних Олимпийских играх 1906 года в Афинах боролся в весовой категории свыше 85 килограммов (тяжёлый вес)
О регламенте соревнований по борьбе на этих играх известно немного. Соревнования велись по правилам греко-римской борьбы, без ограничения по времени схватки; трое борцов, вышедших в финал, разыгрывали между собой медали в своих весовых категориях. Победители своих категорий разыгрывали между собой абсолютное первенство. Борьбу за медали в тяжёлом весе вели 10 спортсменов. Анри Баур выиграл первые две встречи, в финале проиграл победителю Сёрену Йенсену и победил Марселя Дюбуа, став серебряным призёром.
Также в ходе игр принимал участие в соревнованиях по перетягиванию каната в составе австрийской сборной, где занял четвёртое место, в метании диска (не прошёл квалификацию) и в древнем пентатлоне (20 место)
В 1906 году завоевал звание вице-чемпиона Средней Европы.
Умер в 1932 году.